# Ministère des Transports (Norvège)
Pour les autres articles nationaux ou selon les autres juridictions, voir Ministère des Transports.
Pour les articles homonymes, voir Ministère des Transports et des Communications.
Le ministère des Transports (en norvégien : Samferdselsdepartementet, SD) est le département ministériel responsable des routes, des chemins de fer, de l'aviation civile, du transport maritime, du littoral et de la poste du royaume de Norvège.

## Historique
Le ministère des Transports et des Communications (Samferdselsdepartementet, SD) est créé le 22 février 1946 par la transformation du ministère du Travail, lui-même créé en 1885. Deux semaines plus tard, il perd les compétences en matière d'énergie hydroélectrique au profit du ministère du Commerce.
Il se voit retirer le 3 mai 2019 ses attributions en matière de communications électroniques, confiées au ministère des Collectivités territoriales. Le 24 janvier 2020, le titulaire du ministère prend le titre simple de « ministre des Transports », avant que le nom du ministère lui-même ne soit modifié en ce sens le 14 octobre 2021,.

## Fonctions

### Missions
Le ministère est chargé : 
- des activités postales ;
- de l'aviation civile ;
- du réseau routier public ;
- du secteur du transport ferroviaire ;
- du service des ferries relevant du réseau routier national ;
- de la gestion du littoral ;
- de l'environnement marin ;
- des ports et transports maritimes.

### Organisation
Le ministère s'organise entre les départements suivants : 
- unité de la Communication ;
- département de la Gestion, de l'Administration et de la Sécurité publique ;
- département de la Planification et du Transport ferroviaire ;
- département des Affaires côtières et de l'Environnement ;
- département de l'Aviation civile, des Services postaux et du Transport non-commercial ;
- département du Réseau routier public, des Mobilités urbaines et de la Sécurité routière.